# Independence of the Seas (schip, 2008)
De Independence of the Seas is een cruiseschip van Royal Caribbean Cruise Lines.
De Independence of the Seas is een schip uit de Freedom-klasse en is een evenbeeld van de Liberty of the Seas en de Freedom of the Seas. Het schip is ongeveer 339 meter lang en 56 meter breed. Op het schip biedt plaats aan 3634 passagiers, bediend door 1365 bemanningsleden. De maximumsnelheid van het schip is 21,6 knopen (wat ongeveer overeenkomt met 40 km/u).
De bouw begon in 2006.

## Media
Het schip was vanwege diens grootte het hoofdonderwerp van een aflevering van National Geographic's Big, Bigger, Biggest.